# Андреевское сельское поселение (Оханский район)
Андреевское се́льское поселе́ние — муниципальное образование в Оханском районе Пермского края Российской Федерации.
Административный центр — село Андреевка.

## История
Впервые деревня Андреевка упоминается в документах 1800 году, заселение территории поселения началось в 1710-е, когда здесь возник починок Верх-Ошапский (бывшая  деревня Старая), названный по реке Ошап, правому притоку Камы. Статус и границы сельского поселения установлены Законом Пермской области от 1 декабря 2004 года № 1878-407 «Об утверждении границ и о наделении статусом муниципальных образований Оханского района Пермской области» 

## Население
| 2010 | 2012 | 2013 | 2014 | 2015 | 2016 | 2017 |
| ---- | ---- | ---- | ---- | ---- | ---- | ---- |
| 865  | ↘863 | ↗875 | ↘857 | ↘831 | ↘809 | ↘804 |
| 2018 |      |      |      |      |      |      |
| ↘766 |      |      |      |      |      |      |

## Состав сельского поселения
| № | Населённый пункт | Тип населённого пункта       | Население |
| - | ---------------- | ---------------------------- | --------- |
| 1 | Андреевка        | село, административный центр | ↘741      |
| 2 | Гаревляна        | деревня                      | ↗96       |
| 3 | Суровцы          | деревня                      | ↘0        |
| 4 | Чуран            | деревня                      | ↗39       |

Известные личности, связанные с Андреевским сельским поселением:
Коротаев Николай Яковлевич (1898  –  1974 гг.), почвовед, доктор сельскохозяйственных наук, профессор, «Заслуженный деятель науки РСФСР»;
Лоскутов Иван Алексеевич (1918  – 1994 гг.), полковник, прототип Леньки - сына артиллериста (К. Симонов); 
Попов Михаил Николаевич (1924  –  2001 гг.), Герой Советского Союза; 
Рудометов Николай Васильевич (1922  – 1991 гг.), Герой Советского Союза; 
Серебренников Валентин Николаевич (1881  – 1943 гг.), фольклорист; 
Шумилов Евгений Николаевич (род. в 1951 г.), российский историк-медиевист.
Лит.: Шумилов Евгений Н. Материалы к «Оханской энциклопедии». Пермь, 2016 (303 статьи).